# Tetsuya Totsuka
Tetsuya Totsuka (født 24. april 1961) er en japansk fodboldspiller.

## Japans fodboldlandshold
| Japans landshold | Japans landshold | Japans landshold |
| År               | Kmp              | Mål              |
| ---------------- | ---------------- | ---------------- |
| 1980             | 4                | 0                |
| 1981             | 8                | 0                |
| 1982             | 4                | 3                |
| 1983             | 0                | 0                |
| 1984             | 0                | 0                |
| 1985             | 2                | 0                |
| Total            | 18               | 3                |